# Раєвський Аркадій Олександрович
Арка́дій Олекса́ндрович Рає́вський (* 1848, Воронеж — † 28 листопада 1916, Харків) — ветеринарний лікар.

## Біографія
Закінчив Петербузьку медико-хірургічну академію. Від 1884 року професор і директор Харківського ветеринарного інституту, засновник ветеринарно-бактеріологічної станції при ньому й курсів для удосконалення ветеринарних лікарів. Заснував при Харківському ветеринарному інституті (разом з Л. С. Ценковським) ветеринарну бактеріологічну станцію, де виготовлялись вакцини проти сибірки.
Раєвський — реформатор вищої ветеринарної освіти в Україні й у Росії, ініціатор виготовлення вакцин проти інфекційних хвороб тварин, автор одних з перших підручників з ветеринарії в Російській імперії.
Праці Раєвського присвячені питанням ветеринарної епізоотології, мікробіології, патологічної анатомії та гістології.    